# Erebia minor
Erebia minor är en fjärilsart som beskrevs av Popescu-gorj 1952. Erebia minor ingår i släktet Erebia och familjen praktfjärilar. Inga underarter finns listade i Catalogue of Life.